# LZ-46 (Spanje)
De LZ-46 is een verkeersweg op het Spaanse eiland Lanzarote in de gemeente Tinajo. De weg loopt vanuit de plaats Tiagua bij de kruising met de LZ-20 naar Mancha Blanca.
Het is een van de toeleidingswegen naar het Nationaal park Timanfaya.